# Сіттард-Гелен
Сіттард-Гелен (нід. Sittard-Geleen, [ˈsɪtɑrt xəˈleːn] ( прослухати); лімб. Zittert-Gelaen, [ˈzɪtəʀt çəˈlɛːn]) — муніципалітет на південному сході Нідерландів. Він був утворений у 2001 році з колишніх муніципалітетів Сіттард, Гелен і Борн.
Об'єднаний муніципалітет має приблизно 92 518 жителів станом на березень 2019 року і, таким чином, є другим за чисельністю населення муніципалітетом у провінції Лімбург після Маастрихта з 125 000 жителів. З лютого 2020 року містом керує коаліція CDA (Християнсько-демократичний заклик, християнські демократи), GroenLinks (Зелені ліві, зелені) та місцевих партій GOB і Stadspartij (Стадспартей, Міська партія).
Шосе, що з'єднує центри Сіттарда та Гелена, Рейксвегбульвард (нід. Rijkswegboulevard), було перебудовано, щоб він став основним маршрутом для велосипеднистів і пішоходів.
На заході Сіттард-Гелен межує з Бельгією, а на сході — з Німеччиною .

## Населені пункти
Борн, Бруксіттард, Бухтен, Ейніггаусен, Гелен, Гратхейде, Гревенбіхт, Гюттековен, Голтюм, Лімбріхт, Мюнстергелен, Віндрак, Оббіхт, Папенговен, Схіпперскерк і Сіттард.

### Топографія
Нідерландська топографічна карта муніципалітету

## Відомі люди

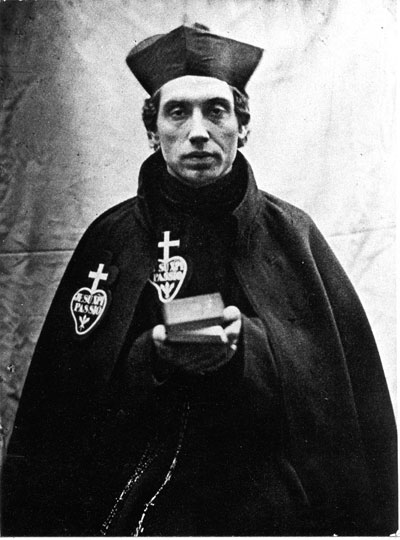
Чарльз Гаубен, 1851 рік

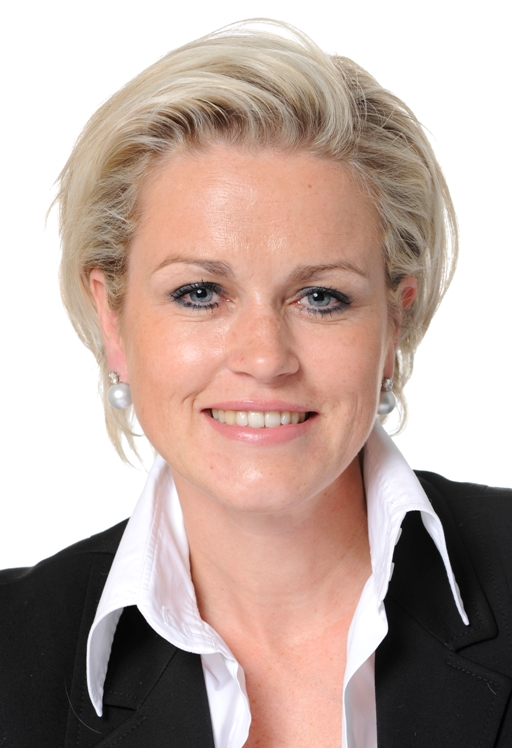
Лауренсе Стассен, 2009

- Святий Карл з гори Аргус[en] (1821, Мюнстергелен – 1893) — канонізований нідерландський священик-пасіоніст
- Фредерік Адольф Гуфер[en] (1850, Сіттард – 1938) — нідерландський генерал-лейтенант, колекціонер мілітарії та архівіст
- Ґодфрід Стормс (1911, Сіттард – 2003) — нідерландський професор старо- та середньоанглійської літератури
- Віллі Долс[en] (1911, Сіттард – 1944) — нідерландський лінгвіст, діалектолог і фонолог .
- Тон Германс[en] (1916, Сіттард – 2000) — нідерландський комік, співак і письменник [8]
- Сеттела Штайнбах (1934, Бухтен – 1944) — нідерландська дівчинка, яка була отруєна газом в Аушвіц-Біркенау
- Теа Флемінг[en] (нар. 1942, Сіттард) — нідерландська кіноактриса
- Рейн Віллемс (нар. 1945, Гелен) — президент Royal Dutch Shell 2003–2007
- Пол Деррез (нар. 1950, Сіттард) — візуальний художник, дизайнер ювелірних виробів, власник галереї та колекціонер
- Ян Кремерс[en] (нар. 1952, Лімбріхт) — колишній нідерландський політик і соціолог
- Вім Гелденс (нар. 1954, Сіттард) — нідерландський художник-реаліст
- Франсіне Гаубен (нар. 1955, Сіттард) — нідерландська архітекторка
- Майк ван Діем[en] (нар. 1959, виріс у Сіттарді) — нідерландський кінорежисер[9]
- Рінеке Дейкстра (нар. 1959, Сіттард) — нідерландська фотографиня-портретистка
- Лауренсе Стассен[en] (нар. 1971, Сіттард) — незалежня політик і колишня позаштатна телеведуча
- Каспар Пойк (нар. 1973, Сіттард) — нідерландсько-американський актор, оратор і шеф-кухар
- Мірте Гілкенс[en] (нар. 1979, Гелен) — нідерландська журналістка, письменниця та політик.
- Mo'Jones (створений у 2000 році в Сіттарді) — фанк, соул і поп-гурт

### Спорт

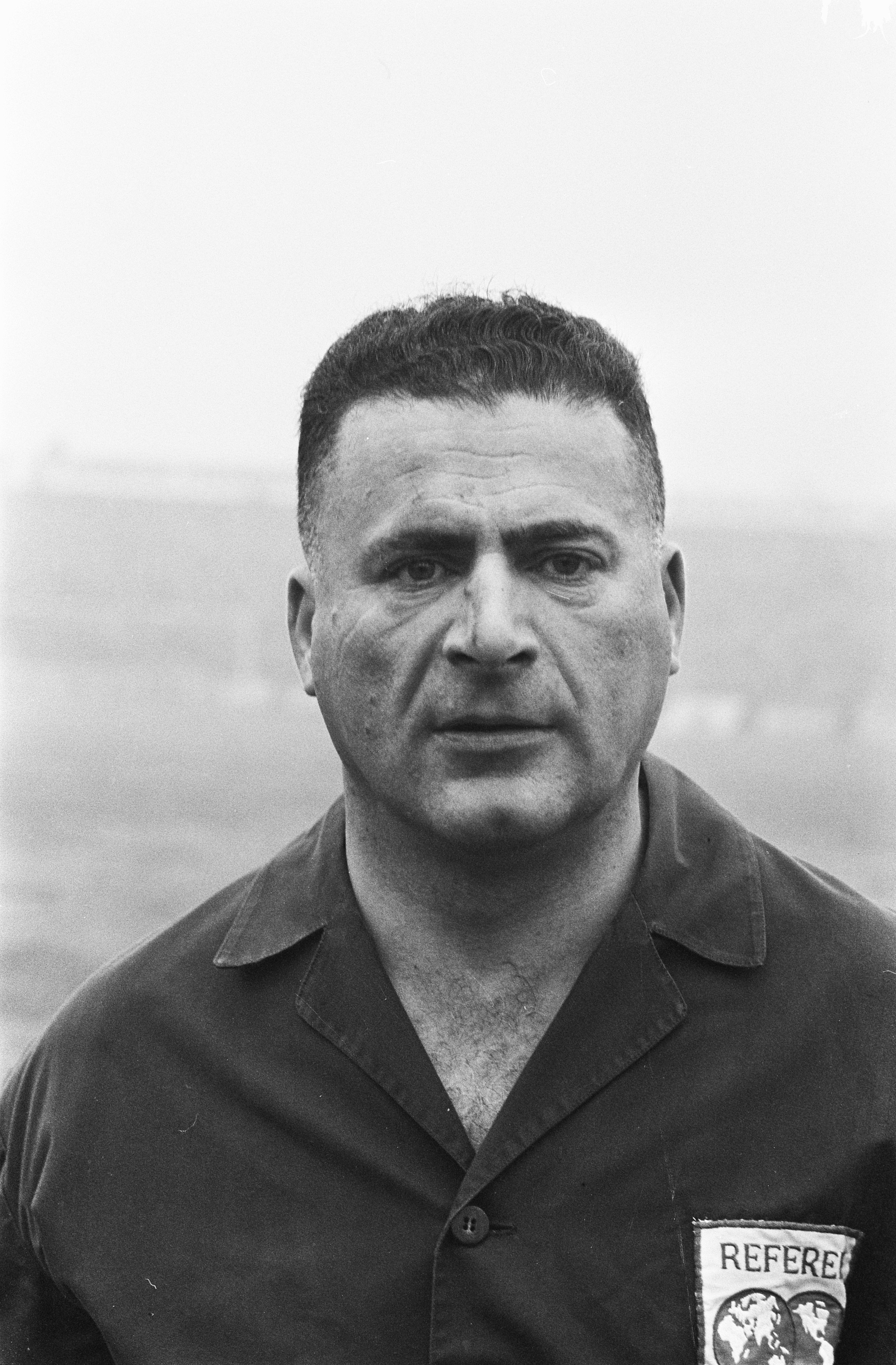
Лео Горн, 1964 рік

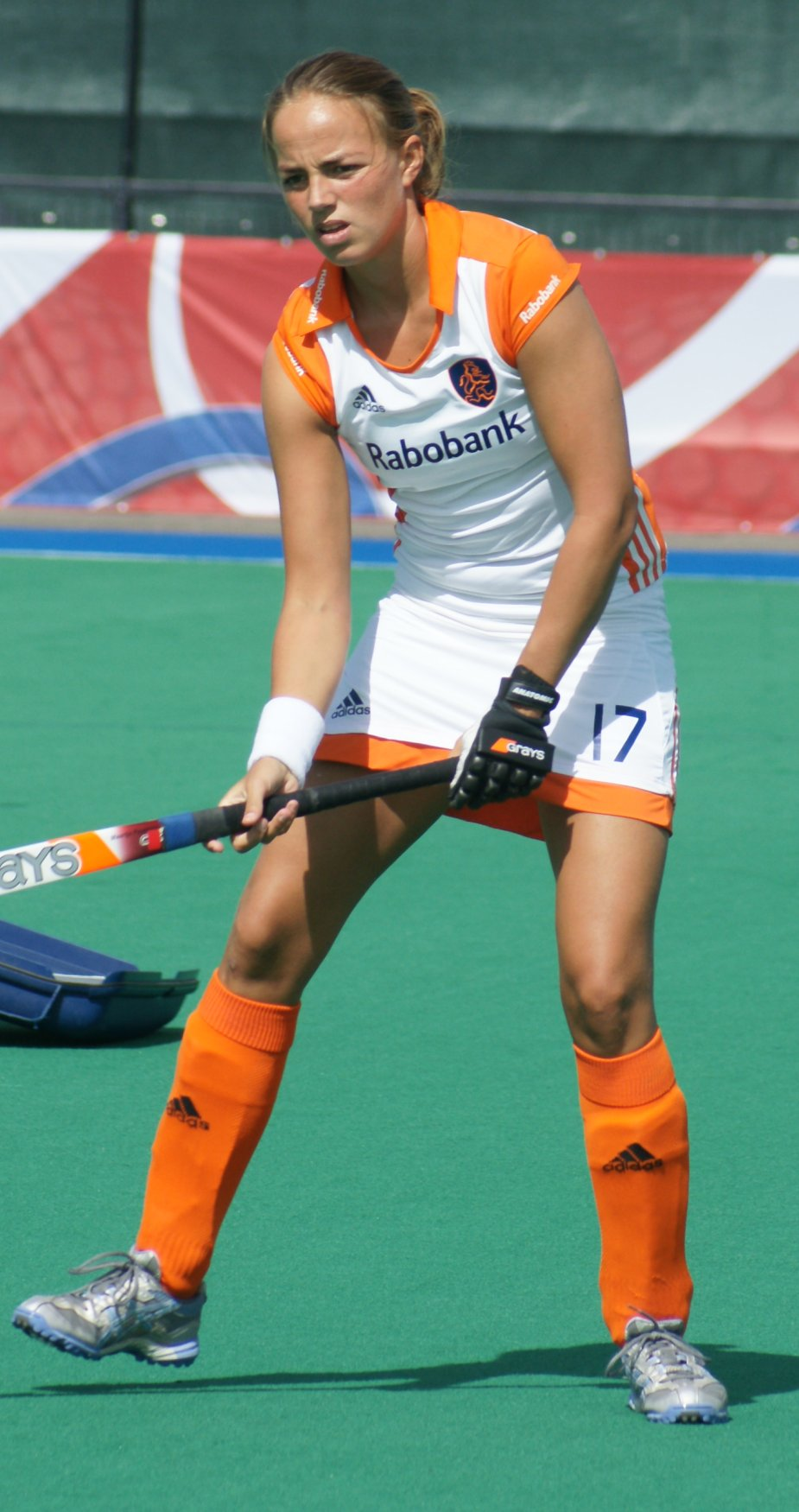
Мартьє Паумен, 2009

- Лео Горн (1916, Сіттард – 1995) — міжнародний футбольний арбітр, газетний оглядач і виробник текстилю
- Ян Крекельс (нар. 1947, Сіттард) — колишній велогонщик, олімпійський чемпіон 1968 року в командній гонці на час на 100 км
- Губ Стевенс (нар. 1953, Сіттард) — футбольний тренер і колишній захисник, який провів 397 матчів на клубному рівні
- Вілберт Сюврейн (нар. 1962, Сіттард) — нідерландський футболіст, який закінчив кар'єру, зіграв 341 матч на клубному рівні
- Ламберт Схюрс (нар. 1962, Сіттард) — колишній гандболіст та бігун на наддовгі дистанції
- Арнольд Вандерліде (нар. 1963, Сіттард) — колишній нідерландський боксер, який брав участь у трьох літніх Олімпійських іграх (1984, 1988 і 1992) і виграв три бронзові медалі
- Віл Буссен[en] (нар. 1964, Сіттарді) — нідерландський колишній футболіст, який провів 397 матчів на клубному рівні, і тренер
- Тон Канен (нар. 1966, Гелені) — нідерландський футболіст і тренер
- Ренс Блом (нар. 1977, Мюнстергелен) — нідерландський стрибун з жердиною, брав участь у літніх Олімпійських іграх 2000 та 2004 років
- Маартьє Паумен (нар. 1985, Гелен) — колишній нідерландський хокеїст на траві, двічі золотий призер літніх Олімпійських ігор 2008 і 2012 років, срібний призер літніх Олімпійських ігор 2016 року
- Беньямін ван ден Брук[en] (нар. 1987, Гелен) — новозеландський футболіст, який провів 275 матчів на клубному рівні
- Роб Бонтьє[en] (нар. 1981, Гревенбіхт) — волейболіст, брав участь в Олімпійських іграх 2004 року
- Сьюрд Вінкенс[en] (нар. 1983, Гелен) — колишній професійний футболіст, який провів понад 300 матчів на клубному рівні
- Домінік Муерманс[en] (нар. 1984, Гелен) — нідерландський автогонщик
- Перр Схюрс (нар. 1999, Ніестадт) — нідерландський футболіст, гравець амстердамського «Аякса»

## Зовнішні посилання
- Вікісховище має мультимедійні дані за темою: Сіттард-Гелен
- Офіційний сайт